# Beveren aan de IJzer
Beveren aan de IJzer (fr. Beveren-sur-l'Yser, vls. Bevern-a'n-Yzer) – dzielnica (deelgemeente) gminy Alveringem w Belgii, w Regionie Flamandzkim, w prowincji Flandria Zachodnia, w okręgu Veurne. 1 stycznia 2020 roku liczyła 716 mieszkańców. Do 31 grudnia 1970 samodzielna gmina.

## Demografia
Liczba mieszkańców, stan na 1 stycznia:
| Rok                | 1930 | 1961 | 2020 |
| ------------------ | ---- | ---- | ---- |
| Liczba mieszkańców | 1317 | 1064 | 716  |